# Клаудио Абадо
Клаудио Абадо (на италиански: Claudio Abbado, 26 юни 1933 ‒ 20 януари 2014) е италиански диригент.

## Биография
Клаудио Абадо е роден в Милано, Италия, учи пиано в Миланската консерватория, а после учи дирижиране при Ханс Сваровски във виенската Музикална консерватория.
Абадо прави своя дебют в Ла Скала в Милано през 1960. Той служи като неин музикален директор от 1968 до 1986, дирижирайки не само традиционния италиански репертоар, но представяйки и съвременна опера всяка година, както и концертни серии посветени на творчеството на Албан Берг и Модест Мусоргски. Докато е в Ла Скала, Абадо също основава Оркестъра делла Скала, с който да се представя оркестровия репертоар.
Абадо дирижира Виенската филхармония за първи път през 1965 на концерта на Фестивала в Залцбург. Той е музикален директор на Виенската държавна опера от 1986 до 1991.
От 1979 г. дирижира и Лондонския симфоничен оркестър. След 1990 г. е диригент на Берлинската филхармония.
За огромните му заслуги е почетен от Оркестровата академия на Берлинската филхармония през 2006 година с композиторска награда на негово име.
През 2000 г. започва тежката битка на маестро Абадо с рак на стомаха. След възстановяването си той продължава да работи активно и основава още няколко оркестъра, които се отличават с високо ниво и престиж – Люцернския фестивален оркестър, Оркестър „Моцарт“ – Болоня, Младежкия оркестър „Густав Малер“.
За изключителния си принос към световната култура диригентът има многобройни награди. През 2013 г. президентът на Италия Джорджо Наполитано го провъзгласява за пожизнен сенатор.
На 20 януари 2014 г. Клаудио Абадо почина в Болоня на осемдесет години след дълга битка с рака. Тленните останки на Абадо бяха кремирани и урна с част от праха му беше погребана в гробището на параклиса от 15-ти век на Фекс-Краста във Вал Фекс. То е част от община Sils im Engadin/Segl, село в швейцарския кантон Граубюнден, където Абадо е имал ваканционна къща.
Клаудио Абадо ще остане в паметта на музикантите като скромен и всеотдаен човек, който винаги е заявявал: Аз не съм техен шеф, ние работим заедно.